# Johann Rudolf von Twickel
Johann Rudolf von Twickel (Taufname Johann Rudolf Ernst Benedikt) (* 22. Oktober 1684 in Havixbeck; † 22. Oktober 1759 in Münster) war Geheimrat und Amtsdroste im Amt Rheine-Bevergern.

## Leben

### Herkunft und Familie
Johann Rudolf von Twickel wurde als Sohn des Christoph Bernhard von Twickel (1654–1719, Amtsdroste und Geheimrat) und seiner Gemahlin Anna Franziska Sybilla Droste zu Senden (1649–1730) geboren und wuchs mit seinen Brüdern Ernst Friedrich, Jobst Matthias und Johann Wilhelm in der uralten westfälischen Adelsfamilie von Twickel auf.
Am 5. April 1718 heiratete er die Reichsfreiin Sebastiana Anna Charlotte von Nesselrode zu Rath und Lüttinghof (1698–1726), Tochter des Freiherrn Matthias Johann von Nesselrode († 1705, Drost in Poppenburg) und seiner Frau Marie Luise von Brabeck zu Lethmate. Aus der Ehe sind die Söhne  Clemens August, sein Nachfolger im Drostenamt Rheine, und Jobst Edmund (Domherr und Amtsdroste) hervorgegangen.

### Werdegang und Wirken
Nach einer Ausbildungsreise, die ihn nach Süddeutschland, Österreich und Italien führte, immatrikulierte er zunächst an der Universität Siena und studierte dann in Reims.
Am 20. November 1708 wurde er zur Münsterschen Ritterschaft aufgeschworen und seinem Vater im Amt des Drosten in Rheine beigeordnet. Seine Bestallung zum Amtsdroste, war am 5. Januar 1719.
In den Jahren 1722 und 1723 war Johann Rudolf Sondergesandter des Fürstbischofs am Wiener Hof und wurde am 3. Dezember 1723 zum Geheimen Rat ernannt. Nach dem Tod seiner Frau im Jahre 1728 studierte er in Rom und übernahm von seinem Bruder Ernst Friedrich die Dompräbenden in Hildesheim und Münster, die er dann später seinem Sohn Jobst Edmund Mauritz übertrug. Während der studienbedingten Abwesenheit übernahm sein Bruder Johann Wilhelm die Verwaltung des Drostenamtes in Rheine. Im Jahre 1748 wurde er zum Priester geweiht.
Johann Rudolf bekleidete folgende Ämter:
- 1734 Präsident der Hofkammer
- 1734 Präsident der Lehnkammer
- 1734 „General-Post- und Canal-Direktor“ (Münster/Paderborn)
- 1747 Propst und Archidiakon von Beckum
- 1752 Archidiakon von Billerbeck

## Ehrungen und Auszeichnungen
- 23. November 1734: Großkreuzherr des Michaelsorden